# Arthur Henderson
Arthur Henderson (født 13. september 1863, død 20. oktober 1935) var en britisk socialdemokratisk politiker og fagforeningsmand. Han var leder for Labour Party i tre omgange og fik Nobels fredspris i 1934 for sit arbejde for nedrustning.
Henderson var bestyrelsesformand for Labour (formand for the Labour Representation Committee) i 1905 og 1906. 
Henderson har været udenrigsminister og indenrigsminister. 

## Opvækst
Arthur Henderson blev født i Glasgow i 1863 som søn af en tekstilarbejder, som døde da sønnen var kun ti år gammel. Efter farens død flyttede Hendersons familie til Newcastle upon Tyne i den nordøstlige del af England.
Henderson arbejdede ved en lokomotivfabrik fra 12-årsalderen. I 1879 konverterede han til metodismen, og var senere virksom som lægprædikant. Han mistede jobbet på fabrikken i 1884, og koncentrerede sig om prædikantvirksomheden, samtidig som han tilegnede sig kundskaber indenfor en række områder gennem privatstudier.